# Joymax
Joymax és un desenvolupador de videojocs sud-coreà. Joymax va publicar inicialment jocs per a PC i després es va expandir a altres plataformes (inclosos els dispositius mòbils). Joymax dirigeix un centre de dades al Regne Unit i un centre d'atenció al client a les Filipines
Són els creadors de Silkroad Online i Karma Online. També van allotjar la versió anglesa de Digimon Masters fins al 2016.

Segons vàries fonts, el 25 de maig de 2021 Joymax va passar a dir-se Wemade Max Co Ltd.